# Lindernia exilis
Lindernia exilis é uma espécie botânica do gênero Lindernia pertencente à família Linderniaceae.